# Bralná Fatra
Bralná Fatra je geomorfologický podcelek Velké Fatry.

## Vymezení
Nachází se v jihozápadní části pohoří a zabírá boční hřebeny a doliny svažující se do Turca. Na severu vede hranice s podcelkem Lysec Necpalskou dolinou, na východě hraničí s Hôľnou Fatrou v linii Dedošová dolina, západní úpatí Kráľovej skaly, Bystrická a Turecká dolina. Po krátkém úseku Starohorskou dolinou pokračuje hranice se Starohorskými vrchy lesním terénem po jižním úpatí hřebene Japeň a západně od obce Dolný Harmanec začíná Flochovský hřbet, podcelek Kremnických vrchů. Tato jižní hranice vede mimo údolí a je poměrně obtížně identifikovatelná. Západní okraj Bralnej Fatry strmě klesá do Turčianskej kotliny, kde se rozkládají Diviacka a Mošovská pahorkatina.

## Významné vrcholy
- Smrekov 1441 m n. m. – nejvyšší vrchol
- Lubená 1414 m n. m.
- Tlstá 1373 m n. m.
- Haľamova kopa 1344 m n. m.
- Skalná 1297 m n. m.
- Drienok 1268 m n. m.
- Krásny kopec 1237 m n. m.
- Črchľa 1207 m n. m.
- Malý Rakytov 1201 m n. m.
- Japeň 1154 m n. m.[2]

## Ochrana přírody
Téměř celé území podcelku patří do Národního parku Velká Fatra, resp. jeho ochranného pásma. Z maloplošných chráněných území tu leží např. národní přírodní rezervace Padva, Rakšianské rašeliniště, Tlstá, Veľká Skalná, Harmanecká tisina, přírodní rezervace Biela skála a chráněný areál Krásno a Žarnovica.

## Turistika
Tato část Velké Fatry oplývá množstvím turisticky atraktivních lokalit, které jsou přístupné značenými turistickými cestami. Kromě dolin jsou přístupné některé jeskyně a Blatnický hrad nad Gaderskou dolinou. Přes sedlo Malý Šturec směrem na Krížnou vede červená turistická značka Cesta hrdinov SNP.